# ロバート・ラングランズ
ロバート・ラングランズ（Robert Pbelan Langlands, 1936年10月8日 - ）は、カナダの数学者。プリンストン高等研究所教授。専門は表現論、保型形式、保型表現論、志村多様体、統計力学。

## 来歴
ブリティッシュコロンビア州ニューウエストミンスター生まれ。1957年、ブリティッシュコロンビア大学卒業。1960年、イェール大学大学院で博士号を取得。1960年からプリンストン大学准教授、1967年からイェール大学准教授を経て、1972年から現職。1981年王立協会フェロー選出。
一般アイゼンシュタイン級数に関する業績、パーコレーションに関する業績、保型表現のスペクトル分解などの業績があるが、最大の業績にラングランズ・プログラム（ラングランズ哲学やラングランズ予想とも呼ばれる）の提唱がある。ラングランズプログラムは、ガロワ表現のゼータと保型表現のゼータの間の双対性に関する壮大なプログラムで、数学における統一理論とも呼ばれる。これが完成すると非可換類体論も構築されるという。

## 受賞歴
- 1982年 - フンボルト賞数学分野 (フンボルト財団)
- 1982年 - コール賞数論部門 （アメリカ数学会）
- 1988年 - アメリカ科学アカデミー数学賞　（アメリカ科学アカデミー）
- 1996年 - ウルフ賞数学部門 （ウルフ財団）
- 2000年 - グランドメダル（フランス科学アカデミー）
- 2005年 - スティール賞 （アメリカ数学会）
- 2006年 - フレデリック・エッサー・ネンマーズ数学賞
- 2007年 - ショウ賞[1]
- 2018年 - アーベル賞